# Lední hokej na Zimních olympijských hrách 1964 – kvalifikace
Kvalifikace na olympijský turnaj 1964 byla soutěž hokejových reprezentačních celků, která určila posledních pět účastníků olympijského turnaje.

## Kvalifikační systém
Přímo na olympijské hry se kvalifikovalo šest týmů z mistrovství světa 1963 skupiny „A“, čtyři nejlepší ze skupiny „B“ a pořádající Rakousko.
V kvalifikaci o pět volných míst se utkaly týmy, které se umístili na pátém až osmém místě ve skupině „B“, druhý a třetí tým ze skupiny „C“ Mistrovství světa 1963, dva zástupci z Dálného východu a týmy SRN a NDR, které se utkaly o právo reprezentovat „Společné německé družstvo (SND)“.

## Výsledky
SRN –  NDR	4:4 (2:1, 0:1, 2:2)
6. prosince 1963 – Füssen 

Branky: 1:0 1. Ambros, 1:1 9. Buder, 2:1 12. Scholz, 2:2 21. Hiller, 3:2 48. Loibl (Köpf), 3:3 52. Voight, 3:4 56. Franke (E. Novy), 4:4 56. Trautwein (Scholz).

Rozhodčí: Pokorný (TCH), Starovojtov (URS)

Vyloučení: 8:6

Diváků: 10 000

 NDR –  SRN 3:4 (0:0, 3:3, 0:1)
8. prosince 1963 – Východní Berlín

Branky:1:0 20. Buder (Heinze), 2:0 21. Hiller, 2:1 25. Rohde (Loibl), 2:2 26. Sepp, 3:2 32. Trautwein (Reif), 3:3 38. Buder (Hiller), 3:4 43. Trautwein.

Vyloučení: 2:2

Diváků: 6 000
- SRN získalo právo reprezentovat „Společné německé družstvo (SND)“.

 Japonsko –  Austrálie 17:1 (2:0, 9:0, 6:1)
23. listopadu 1963 – Tokio

 Japonsko –  Austrálie 17:6 (7:3, 6:1, 4:2)
26. listopadu 1963 – Tokio

 Maďarsko –  Francie
- Francie odstoupila

 Jugoslávie –  Dánsko
- Dánsko odstoupilo

 Itálie –  Velká Británie
- Velká Británie odstoupila